# Azhikode North
Azhikode North es una ciudad censal situada en el distrito de Kannur en el estado de Kerala (India). Su población es de 22128 habitantes (2011). Se encuentra a 8 km de Kannur y a 100 km de Kozhikode.

## Demografía
Según el censo de 2011 la población de Azhikode North era de 22128 habitantes, de los cuales 10157 eran hombres y 11971 eran mujeres. Azhikode North tiene una tasa media de alfabetización del 96,72%, superior a la media estatal del 94%: la alfabetización masculina es del 98,10%, y la alfabetización femenina del 95,58%.